# Chabierów
Chabierów – wieś w Polsce położona w województwie łódzkim, w powiecie sieradzkim, w gminie Błaszki. Miejscowość liczy 280 mieszkańców.
W latach 1949–1975 w woj. poznańskim (powiat kaliski). W latach 1975–1998 miejscowość administracyjnie należała do województwa sieradzkiego.
Pierwsze wzmianki o wsi zapisano w księgach parafialnych w roku 1412.
W czasie wojny właściciel wsi Wąsierski uciekł pozostawiając dwór i cały majątek. Nigdy nie powrócił. W księgach parafialnych znajdują się notki, że w latach 1939–1945 w Chabierowie funkcjonowała tzw. ochronka dla dzieci z Łodzi i okolic.
Wieś słynie z muzyków ludowych. Przed wojną działała firma (jednoosobowa), produkująca harmonie 3-rzędowe, pod nazwą "JURKOWSKI". W latach powojennych istniał zespół muzyczny utworzony przez rodzinę Plutów. Do dziś tradycje kultywują wnukowie pani Anny Lipińskiej z domu Pluta (zespół Medium).
W roku 2001 we wsi zablokowano wywóz śmieci na wysypisko przez firmę Winiary.
W roku 2005 w budynku szkoły powstał OPS przy GOPS w Błaszkach. We wsi jest jeden sklep, pozostałości pałacu, folwarku, fabryki i starych koszar dworskich. Nie zachowało się nic z wspominanej w księgach cegielni i karczmy.
Znajdują się tam 2 zbiorniki wodne i rzeka Swędrnia.